# Tour du silence

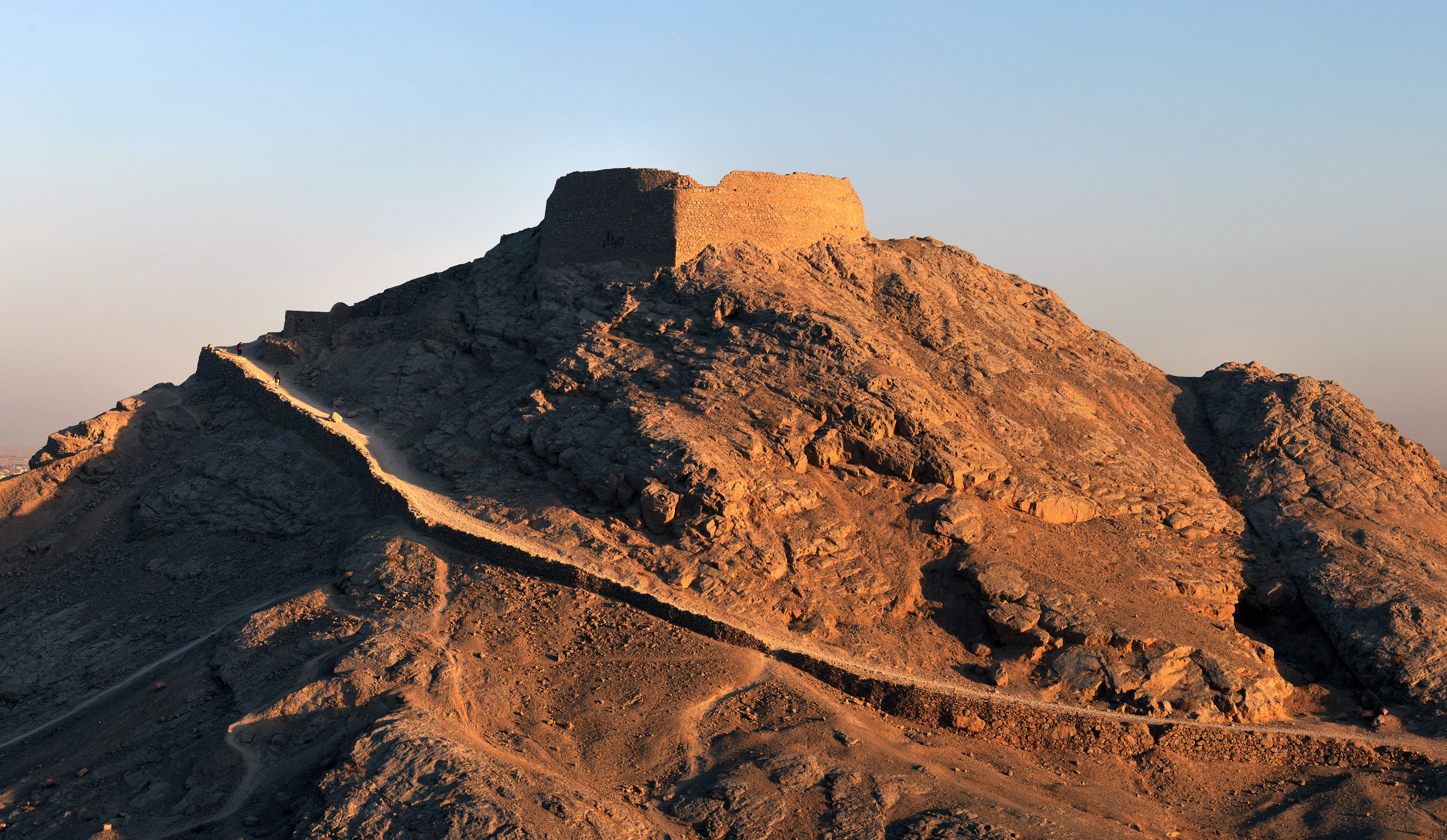
Tour du silence près de Yazd.

Une tour du silence ou dakhmâ (de dakhmag) est une structure circulaire surélevée utilisée pour les rites funéraires des zoroastriens. Elle permet au corps du défunt de ne pas se décomposer à même le sol, mais d'entrer en putréfaction en hauteur. Parfois voué à être en partie décharné par des animaux, les restes osseux sont prélevés une fois les chairs décomposées. 

## Le rite funéraire

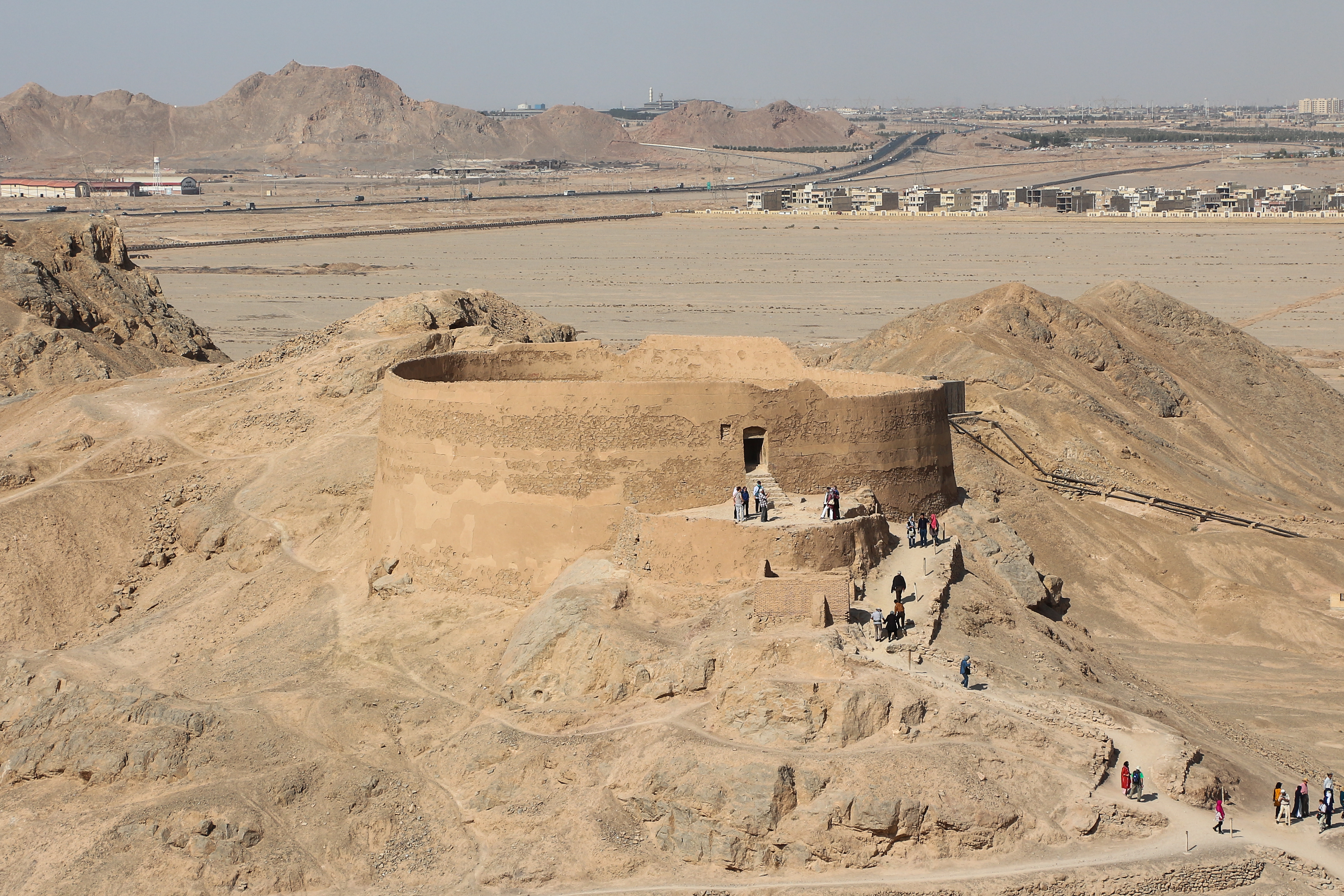
Dakhma à Yazd.

Durant l'Antiquité, les Perses croyaient en un dieu suprême et immatériel : Ahura Mazda. Au-dessous de lui, Ormazd (le Bien, la lumière et la Vie) et Ahriman (le Mal, les ténèbres et la Mort) se disputent les hommes. Lorsqu'un homme meurt, son âme est immortelle et trois jours après sa mort, elle est emportée par le vent au lieu du jugement, sur le pont de Chinvat. Les actes du défunt sont pesés dans la balance de trois juges. Absoute, l'âme gagne la lumière et le bonheur éternel ; condamnée, elle tombe dans le gouffre des ténèbres et de la douleur ; si le bien et le mal s'équilibrent, l'âme reste dans la demeure des poids égaux. Les cadavres étaient considérés par les Perses comme des objets impurs qu'on ne pouvait mettre en terre, jeter au feu ou à l'eau sans souiller un de ces trois éléments. Seul le cadavre du roi était divin et avait donc droit à un tombeau. 
Les autres corps étaient enduits de cire avant d'être enterrés ou, le plus souvent, étaient exposés dans de larges tours ouvertes, les tours du silence, pour y être dévorés par les oiseaux de proie (ce qu'on désigne comme des « funérailles célestes »). Quand il ne reste plus que les os, ceux-ci sont alors rassemblés et déposés dans un ossuaire central.
Les zoroastriens, selon les dernières hypothèses, pratiquaient ce rite de l'exposition du cadavre en lieu et place de tout autre procédé, car ils considéraient la chair, au contraire de la terre et du feu, comme impure, et par conséquent, on assurait à l'âme du défunt son intégrité, en abandonnant le corps de cette manière.

## Les tours du silence de nos jours

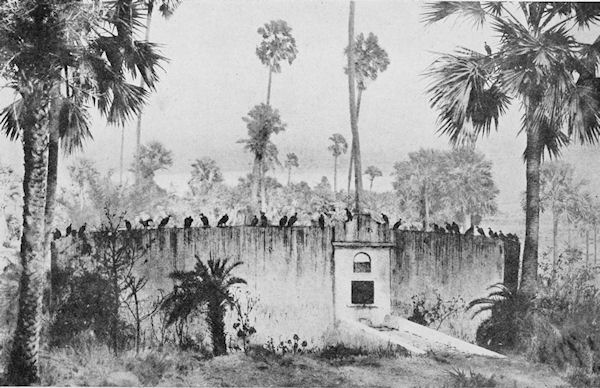
Tour du silence Pârsî, Bombay (photographie, avant 1907).

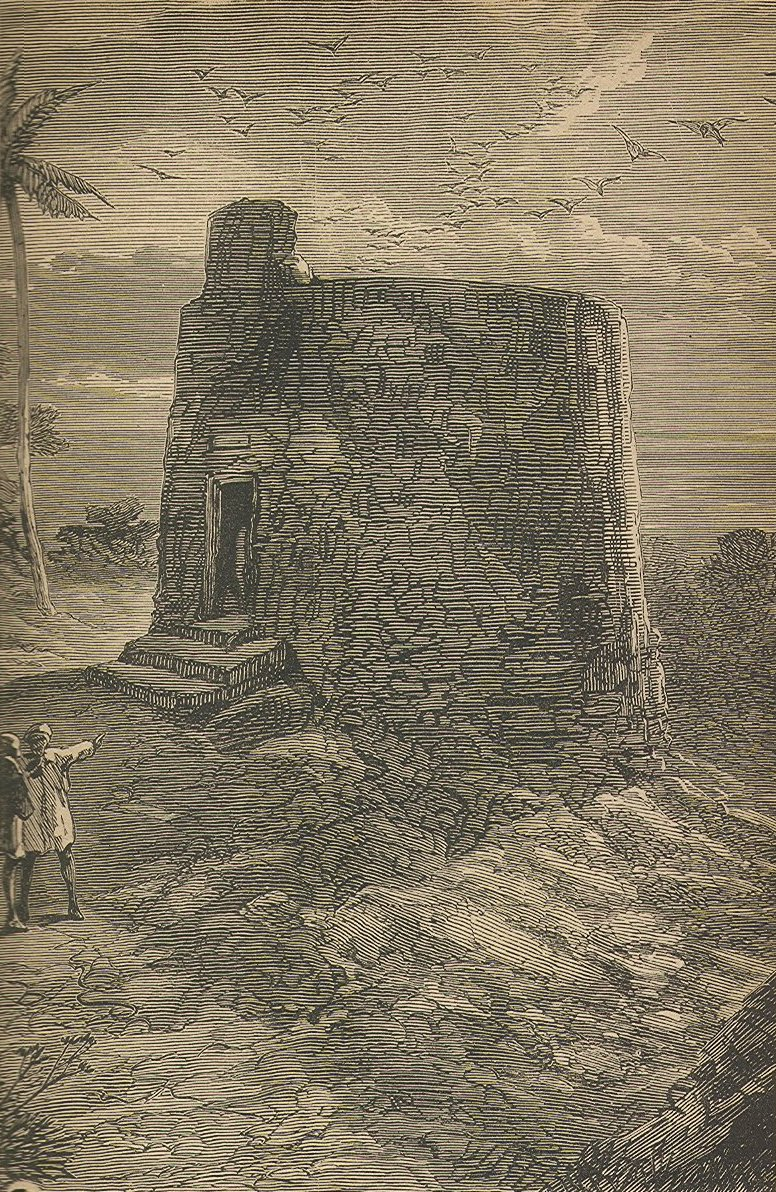
Une tour du silence à Bombay (gravure, avant 1886).

Le zoroastrisme est encore pratiqué en Inde par les Parsis qui ont, notamment à Bombay, mais aussi à Bangalore, leurs tours du silence. La pratique est rendue difficile par la quasi-disparition des oiseaux de proie en Inde,,,,.
En 1979, avec la victoire des religieux chiites, et la proclamation de la République islamique en Iran, les zoroastriens ont dû changer certaines coutumes et aspects de leurs mœurs, et traditions, comme les pratiques funéraires. Les musulmans chiites iraniens étaient attachés à l'inhumation et au respect de l'intégrité du corps humain, et même s'ils la connaissaient depuis des siècles, ils comprenaient mal la pratique des zoroastriens, qu'ils jugeaient « barbare » et indigne pour les défunts. Depuis, les zoroastriens inhument leurs défunts ou pratiquent la crémation, qui est acceptée.

### Vestiges
Des vestiges de ces tours subsistent : 
- en Iran : à Yazd (en) et à Cham ;
- en Ouzbékistan : à Nukus et au Karakalpakstan où les ruines de Chilpik Dakhma s'élèvent sur une élévation dans le désert.